# Ceraclea protonepha
Ceraclea protonepha is een schietmot uit de familie Leptoceridae. De soort komt voor in het Nearctisch gebied.